# Rover 16
La Rover 16 è un'autovettura prodotta dalla Rover dal 1937 al 1940 e dal 1945 al 1948.
Era un modello di media grandezza pensato per le famiglie e succedette alla Rover Speed 16. La produzione subì un'interruzione a causa della seconda guerra mondiale. La vettura rimase quasi immutata nel listino della Rover fino al 1948, quando venne sostituita dalla Rover P3. Il modello, che aveva una forma vagamente aerodinamica, assomigliava alla Rover 10 ed alla Rover 12, ma, rispetto ad esse, era leggermente più lungo ed aveva la parte posteriore più arrotondata.
Montava un motore a sei cilindri in linea ed a valvole in testa. La cilindrata di questo propulsore era di 2.147 cm³. Il veicolo raggiungeva la velocità massima di 124 km/h. Oltre alla berlina quattro porte e sei finestrini, era disponibile una versione cabriolet due porte, che non fu però riproposta dopo la guerra.
Una versione, chiamata Rover 14, combinava lo stesso corpo vettura, ma aveva installato un motore a sei cilindri da 1.901 cm³.